# Tibor Csík
Tibor Csík (* 2. September 1927 in Jászberény, Ungarn; † 22. Juni 1976 in Sydney, Australien) war ein ungarischer Boxer im Bantamgewicht.
Csík nahm im Jahre 1948 in London an den Olympischen Sommerspielen teil und erkämpfte sich die Goldmedaille. Dort besiegte er im Halbfinale den Puerto-Ricaner Juan Evangelista Venegas und im Finale den Italiener Gianna Zuddas.